# Turritella gracillima
Bản mẫu:Expert
Turritella gracillima là một loài ốc biển, là động vật thân mềm chân bụng sống ở biển thuộc họ Turritellidae.